# Удільні землі
Удільні землі  - частина державних земель в Російській імперії в XVIII-XX ст., які на основі указу Павла I "Установлення про імператорську фамілію" 1797 були виділені (разом з поселеними на них селянами) у власність царської родини. Знаходились під управлінням особливого адміністративного органу- департаменту уділів (31892- головне управління уділів Міністерства імператорського двору). Прибутки з удільних земель повністю надходили на утримання членів імператорської родини, не включалися в бюджет країни і не підлягали контролю зі сторони органів державної влади. Розмір удільних земель збільшувався, в основному, за рахунок державних земель. У середині XIX ст. удільні землі становили близько 10 млн десятин. Удільні землі були на Поволжі, Кавказі, в Криму, на Алтаї. Незначна кількість удільних земель була і в Україні - Харківській, Катеринославській і Чернігівській губерніях. Селяни, що проживали на цих землях, були звільнені від особистої залежності в 1858-1859. Указом від 26.6.1863 удільні селяни за обов'язковий викуп отримали у власність частину удільних земель. Ліквідовані у 1917 р.